# Empis mashona
Empis mashona är en tvåvingeart som beskrevs av Smith 1969. Empis mashona ingår i släktet Empis och familjen dansflugor. Inga underarter finns listade i Catalogue of Life.